# إسلامستان
إسلامستان( (بالفارسية: اسلامستان) هو مصطلح فارسي وبشتوني وأوردي يشير إلى دار الإسلام .
اجتمعت الفصائل المناهضة للسوفييت في أفغانستان خلال الحرب السوفيتية الأفغانية معًا لمحاولة تشكيل جبهة موحدة للبلاد، واقترحت بعض هذه الجماعات تغيير اسم أفغانستان إلى إسلامستان . 
وقال رئيس الرابطة الإسلامية في باكستان في خطاب ألقاه في عام 1949 إن البلاد ستجمع جميع الدول الإسلامية تحت مظلة إسلامستان. 
يقتبس دانييل بايبس من حفيظ مالك من جامعة فيلانوفا، الذي كتب أن "الباكستانيين بدأوا يتوقعون أن الموطن الطبيعي لباكستان يشمل تركيا، وإيران ، وأفغانستان، وجمهوريات آسيا الوسطى"، ثم يكتب بايبس أن "هذه المنطقة التي تسمى أحيانًا إسلامستان، تصبح في مواجهة الجنوب الناطق بالعربية". 

## أنظر أيضا
- الشعبوية : حركة الحضارة الإسلامية غير العربية
- العالم الاسلامي